# 中国人民解放军军事家列表
1989年11月，33位前中国人民解放军高级领导人被中国共产党中央军事委员会冠以“中国人民解放军军事家”（也称“中国当代军事家”）的称号，1994年8月又确定增补3人，共计36人。
36名中国人民解放军军事家中，有1位中国共产党中央委员会主席（毛泽东），3位中华人民共和国主席（毛泽东、李先念、杨尚昆），1位中华人民共和国国务院总理（周恩来），两位中国共产党中央军事委员会主席（毛泽东、邓小平），10位中华人民共和国元帅（朱德、彭德怀、林彪、刘伯承、贺龙、陈毅、罗荣桓、徐向前、聂荣臻、叶剑英），10位中国人民解放军大将（粟裕、徐海东、黄克诚、陈赓、谭政、萧劲光、张云逸、罗瑞卿、王树声、许光达），有11位在中华人民共和国成立前去世（叶挺、许继慎、蔡申熙、段德昌、曾中生、左权、彭雪枫、罗炳辉、黄公略、方志敏、刘志丹）。

## 历史
1980年11月16日，中共中央军事委员会发出《关于编纂〈中国大百科全书〉军事卷问题的通知》，确定组成军事卷编审委员会和编审室，编纂《中国大百科全书（军事卷）》，并邀请中共中央文献研究室、中共中央党史研究室、中国大百科全书出版社、中国人民解放军军事科学院、中国人民解放军国防大学等单位对“军事家”一词的界定进行讨论。中国人民解放军总政治部和军事科学院依据讨论得出的标准，参照《苏联军事百科全书》拟定100余名高级将领作为军事家拟定人选。方案报中共中央军委后，中央军委领导要求进一步调整，严格评定标准。经再次研究论证，解放军总政治部和军事科学院重新拟定约40人的拟定人选。1988年，中央军委常务会议根据解放军总政治部和军事科学院上报方案讨论了关于《中国大百科全书（军事卷）》中国人民解放军人物条目概括评语问题，确定33人冠以“军事家”评语。1989年11月30日，33名中国人民解放军军事家名单刊登于《解放军报》。1994年7月，在吸纳各方面反馈意见后，解放军总政治部再度就《中国军事百科全书》解放军人物条目的有关问题请示中央军委。8月，中央军委常务会议决定增补3人为中国人民解放军军事家，正式确定36名中国人民解放军军事家的名单。

## 标准
根据中华人民共和国多个官方机构的讨论结果，中国人民解放军军事家的界定为：
1. 早年在讲武堂、黄埔军校或外国学习军事；有较长的军事斗争经历和丰富的作战经验；并在大革命时期曾带兵打仗，或参与领导革命武装起义，或领导创建中国工农红军，或率国民党军起义有重大贡献者。
2. 在革命战争时期，组织指挥过重要战役，有显著战绩，并长期担任军队高级领导职务，即先后任红军时期师、抗日战争时期八路军旅（二级军区）和新四军师（支队）、解放战争时期军（纵队）的正职以上领导职务者。
3. 在中国人民解放军革命化、正规化、现代化建设中做出重要贡献，并在红军时期担任过团以上职务，中华人民共和国成立后担任过中共中央军委常委、中华人民共和国军委委员以上职务的中央军委领导人。

## 名单
下表列出36名中国人民解放军军事家的肖像、姓名、军衔（如有）、生卒年、籍贯、主要军事职务、主要党政职务、主要事迹和参与战役等信息，并按照中华人民共和国官方机构确定的顺序排序，主要军事职务和党政职务按时间先后排序。
| 排序               | 肖像 姓名 军衔 生卒年                | 籍贯               | 主要军事职务 | 主要党政职务 | 主要事迹和参与战役 | 来源                 |
| 1989年11月确定33人 | 1989年11月确定33人                   | 1989年11月确定33人 | 1989年11月确定33人 | 1989年11月确定33人 | 1989年11月确定33人 | 1989年11月确定33人   |
| ------------------ | ------------------------------------ | ------------------ | --- | --- | --- | -------------------- |
| 1                  | 毛泽东 无 （1893—1976）              | 湖南 湘潭          | 中华苏维埃中央革命军事委员会主席 中国工农红军总政治部主任 三人指挥小组成员 中华苏维埃共和国西北革命军事委员会主席 中国共产党中央革命军事委员会主席 中国人民革命军事委员会主席 中央人民政府人民革命军事委员会主席 中国共产党中央军事委员会主席 中华人民共和国国防委员会主席 | 中华苏维埃共和国中央执行委员会主席 中共中央政治局主席 中共中央书记处主席 中国共产党中央委员会主席 中央人民政府主席 中国人民政治协商会议全国委员会主席 中华人民共和国主席 中国人民政治协商会议全国委员会名誉主席 | 秋收起义 创建井冈山革命根据地 中央苏区反围剿战争 红军长征 四渡赤水 抗日战争 创作《论持久战》 解放战争 提出十大军事原则 抗美援朝战争 | [ 5 ] [ 6 ] [ 7 ]    |
| 2                  | 周恩来 无 （1898—1976）              | 浙江 绍兴          | 中国共产党中央军事委员会书记 中共中央军事部部长 中华苏维埃共和国中央革命军事委员会副主席 中国工农红军总政治委员 三人指挥小组成员 中华苏维埃共和国西北革命军事委员会副主席 中国共产党中央革命军事委员会副主席 国民政府军事委员会政治部副部长 中国共产党中央军事委员会代理总参谋长 中国人民革命军事委员会副主席 中央人民政府人民革命军事委员会副主席 | 中共中央组织部部长 中共苏区中央局书记 中共中央南方局书记 中央人民政府政务院总理 中央人民政府外交部部长 中华人民共和国国务院总理 中华人民共和国外交部部长 中国人民政治协商会议全国委员会主席 中国共产党中央委员会副主席 | 上海工人第三次武装起义 南昌起义 中央苏区反围剿战争 红军长征 促成西安事变解决 抗日战争 解放战争 | [ 8 ] [ 9 ]          |
| 3                  | 朱德 元帅 （1886—1976）              | 四川 仪陇          | 中华苏维埃共和国军事人民委员 中华苏维埃共和国中央革命军事委员会主席 中国工农红军总司令 国民革命军第八路军总指挥 国民革命军第十八集团军总司令 中国共产党中央军事委员会副主席 中国人民革命军事委员会副主席 中央人民政府人民革命军事委员会副主席 中国人民解放军总司令 中华人民共和国国防委员会副主席 | 中共中央书记处书记 中央人民政府副主席 中华人民共和国副主席 中国共产党中央委员会副主席 全国人民代表大会常务委员会委员长 中华人民共和国国家元首 | 国民革命军北伐 南昌起义 三河坝战役 湘南起义 中央苏区反围剿战争 红军长征 百团大战 解放战争 | [ 10 ] [ 11 ]        |
| 4                  | 邓小平 无 （1904—1997）              | 四川 广安          | 中国工农红军总政治部秘书长 中原野战军政治委员 中国共产党中央军事委员会副主席 中国人民解放军总参谋长 中国共产党中央军事委员会主席 中华人民共和国中央军事委员会主席 | 中国共产党中央委员会秘书长 中共中央北方局代理书记 中共中央中原局书记 中共中央华东局第一书记 中央人民政府政务院副总理 中央人民政府财政部部长 中共中央组织部部长 中共中央书记处总书记 中国共产党中央委员会副主席 中华人民共和国国务院副总理 中国人民政治协商会议全国委员会主席 中华人民共和国最高领导人 中共中央顾问委员会主任                                                                                | 百色起义 龙州起义 百团大战 上党战役 邯郸战役 陇海战役 定陶战役 巨金鱼战役 鲁西南战役 挺进大别山 淮海战役 渡江战役 西藏和平解放 百万大裁军 | [ 12 ] [ 13 ]        |
| 5                  | 彭德怀 元帅 （1898—1974）            | 湖南 湘潭          | 中华苏维埃共和国中央革命军事委员会副主席 中华苏维埃共和国西北革命军事委员会主席 国民革命军第十八集团军副总司令 中国人民解放军副总司令 中国人民解放军第一野战军司令员兼政治委员 中国人民革命军事委员会副主席 中央人民政府人民革命军事委员会副主席 中国人民解放军新疆军区司令员兼政治委员 中国人民志愿军司令员兼政治委员 中国共产党中央军事委员会副主席 中华人民共和国国防委员会副主席 中华人民共和国国防部部长 | 中共中央北方局书记 中共中央西北局第一书记 西北军政委员会主席 中华人民共和国国务院副总理 | 平江起义 中央苏区反围剿战争 娄山关战斗 直罗镇战役 切尾巴战斗 百团大战 沙家店战役 新疆和平解放 抗美援朝战争 | [ 14 ] [ 15 ]        |
| 6                  | 刘伯承 元帅 （1892—1986）            | 四川 开县          | 中国工农红军学校校长兼政治委员 中华苏维埃共和国中央革命军事委员会总参谋长 中国人民解放军第二野战军司令员 中国人民解放军军事学院院长兼政治委员 中央人民政府人民革命军事委员会副主席 中央人民政府人民革命军事委员会训练总监部部长 中国人民解放军高等军事学院院长兼政治委员 中国共产党中央军事委员会副主席 中华人民共和国国防委员会副主席 | 南京市人民政府市长 中共中央西南局第二书记 西南军政委员会主席 全国人民代表大会常务委员会副委员长 | 护国战争 护法战争 南昌起义 彝海结盟 强渡大渡河 百团大战 正太战役 上党战役 邯郸战役 陇海战役 定陶战役 巨金鱼战役 鲁西南战役 挺进大别山 渡江战役 | [ 16 ] [ 17 ]        |
| 7                  | 贺龙 元帅 （1896—1969）              | 湖南 桑植          | 中华苏维埃共和国中央革命军事委员会湘鄂川黔分会主席 中国人民解放军第一野战军副司令员 中央人民政府人民革命军事委员会副主席 中国共产党中央军事委员会副主席 中华人民共和国国防委员会副主席 中国共产党中央军事委员会国防工业委员会主任 | 湘鄂川黔省革命委员会主席 中共中央西北局第二书记 中共中央西南局第三书记 中华人民共和国国务院副总理 中央人民政府体育运动委员会主任 中华人民共和国体育运动委员会主任 | 国民革命军北伐 南昌起义 红军长征 忻口会战 百团大战 晋北战役 西藏和平解放 完善中华人民共和国国防工业体系建设 | [ 18 ] [ 19 ] [ 20 ] |
| 8                  | 陈毅 元帅 （1901—1972）              | 四川 乐至          | 华中新四军、八路军代理总指挥 国民革命军新编第四军军长 中央人民政府人民革命军事委员会副主席 中华人民共和国国防委员会副主席 中国共产党中央军事委员会副主席 | 中华苏维埃共和国临时中央政府办事处主任 中共中央华东局副书记 中共中央中原局第二书记 上海市人民政府市长 中国共产党上海市委员会第一书记 上海市人民委员会市长 中华人民共和国国务院副总理 中华人民共和国外交部部长 中共中央外事小组组长 国务院外事办公室主任 中国人民政治协商会议全国委员会副主席 | 三河坝战役 湘南起义 中央苏区反围剿战争 南方三年游击战争 黄桥战役 盐阜苏中战役 津浦战役 宿北战役 鲁南战役 泰蒙战役 孟良崮战役 上海战役 银元之战 米棉之战                                                                                             | [ 21 ] [ 22 ]        |
| 9                  | 罗荣桓 元帅 （1902—1963）            | 湖南 衡山          | 中国工农红军动员部部长 中国工农红军后方政治部主任 东北人民自治军第二政治委员 东北民主联军副政治委员 中国人民解放军总政治部主任 中央人民政府人民革命军事委员会总干部管理部部长 中央人民政府人民革命军事委员会副主席 中国人民解放军政治学院院长 中国共产党中国人民解放军监察委员会书记 中华人民共和国国防委员会副主席 中央军事委员会人民武装委员会主任 | 中共中央东北局副书记 中共中央华中局第二书记 中央人民政府最高人民检察署检察长 全国人民代表大会常务委员会副委员长 | 中央苏区反围剿战争 漳州战役 红军长征 东征战役 抗日战争 辽沈战役 锦州战役 平津战役 北平和平解放 主持制定《中国人民解放军政治工作条例（草案）》 | [ 23 ] [ 24 ] [ 25 ] |
| 10                 | 徐向前 元帅 （1901—1990）            | 山西 五台          | 中国工农红军西路军总指挥 中国人民抗日军政大学代理校长 中国人民解放军总参谋长 中央人民政府人民革命军事委员会副主席 中央军事委员会人民武装委员会主任 中国共产党中央军事委员会副主席 中华人民共和国国防委员会副主席 中华人民共和国中央军事委员会副主席 中华人民共和国国防部部长 | 全国人民代表大会常务委员会副委员长 中华人民共和国国务院副总理 | 国民革命军东征 中央苏区反围剿战争 红军长征 西路军事件 太原会战 神头岭战斗 运城战役 临汾战役 晋中战役 太原战役 金门炮战 中越边境自卫还击作战 | [ 26 ] [ 27 ] [ 28 ] |
| 11                 | 聂荣臻 元帅 （1899—1992）            | 四川 江津          | 中国工农红军总政治部副主任 中国人民解放军代理总参谋长 中央人民政府人民革命军事委员会副主席 中华人民共和国国防委员会副主席 中国人民解放军国防科学技术委员会主任 中国共产党中央军事委员会副主席 中华人民共和国中央军事委员会副主席 | 北平市人民政府市长 北京市人民政府市长 中华人民共和国国务院副总理 中央科学小组组长 中华人民共和国科学技术委员会主任 全国人民代表大会常务委员会副委员长 | 国民革命军北伐 南昌起义 广州起义 漳州战役 红军长征 直罗镇战役 平型关战役 黄土岭战斗 百团大战 绥远战役 大同集宁战役 张家口战役 正太战役 清风店战役 北平和平解放 抗美援朝战争 中华人民共和国第一颗原子弹爆炸成功 中华人民共和国第一颗氢弹空爆试验成功 | [ 29 ] [ 30 ]        |
| 12                 | 叶剑英 元帅 （1897—1986）            | 广东 梅县          | 中华苏维埃共和国中央革命军事委员会总参谋长 中国工农红军学校校长兼政治委员 中国工农红军前敌指挥部参谋长 中国共产党中央革命军事委员会副总参谋长 国民革命军第八路军参谋长 八路军、新四军驻南京代表 中国共产党中央革命军事委员会总参谋长 华北军政大学校长兼政治委员 中国人民解放军广东省军区司令员兼政治委员 中央人民政府人民革命军事委员会副主席 中华人民共和国国防委员会副主席 中国人民解放军武装力量监察部部长 中国人民解放军训练总监部代理部长 中国人民解放军军事科学院院长兼政治委员 中国共产党中央军事委员会副主席 中国共产党中央军事委员会秘书长 中华人民共和国国防部部长 中华人民共和国中央军事委员会副主席 | 中共中央后方委员会书记 北平市人民政府市长 中共中央华南分局第一书记 广东省人民政府主席 广州市人民政府市长 中共中央中南局代理书记 中国人民政治协商会议全国委员会副主席 中共中央书记处书记 中国共产党中央委员会副主席 全国人民代表大会常务委员会委员长 中华人民共和国国家元首 | 第一次粤桂战争 国民革命军东征 国民革命军北伐 南昌起义 广州起义 红军长征 抗日战争 解放战争 海南岛战役 西沙自卫反击战 | [ 31 ] [ 32 ]        |
| 13                 | 叶挺 无 （1896—1946）                | 广东 惠阳          | 国民革命军第四军独立团团长 南昌起义代理前敌总指挥 广州起义军事总指挥 广州苏维埃政府工农红军总司令 国民革命军陆军新编第四军军长 华中八路军、新四军总指挥 | | 国民革命军北伐 汀泗桥战斗 贺胜桥战斗 南昌起义 广州起义 抗日战争 皖南事变 黑茶山空难 | [ 33 ] [ 34 ]        |
| 14                 | 杨尚昆 无 （1907—1998）              | 四川 潼南          | 中国工农红军总政治部副主任 中华苏维埃共和国西北革命军事委员会总政治部副主任 中国人民抗日红军大学政治部主任 中国共产党中央军事委员会秘书长 中国人民解放军广东省军区第一政治委员 中国共产党中央军事委员会副主席 中华人民共和国中央军事委员会副主席 | 中华全国总工会宣传部部长 红色中华通讯社总负责人 中共中央北方局副书记 中国共产党中央委员会办公厅主任 中共中央直属机关委员会书记 中央精简小组组长 中国共产党广东省委员会第二书记 广东省人民政府副省长 中国共产党广州市委员会第一书记 广州市革命委员会主任 全国人民代表大会常务委员会秘书长 中华人民共和国主席                                                                                                 | 中央苏区反围剿战争 红军长征 直罗镇战役 抗日战争 十二月事变 解放战争 | [ 35 ] [ 36 ]        |
| 15                 | 李先念 无 （1909—1992）              | 湖北 红安          | 中国工农红军西路军工作委员会委员 国民革命军新编第四军豫鄂挺进纵队司令员 中国人民解放军湖北省军区司令员兼政治委员 | 中共中央中原局第二副书记 中国共产党湖北省委员会书记 湖北省人民政府主席 中国共产党武汉市委员会书记 武汉市人民政府市长 中共中央中南局副书记 中央人民政府财政部部长 中华人民共和国国务院副总理 中华人民共和国财政部部长 国务院财贸办公室主任 中央财经小组副组长 中华人民共和国国家计划委员会副主任 中国共产党中央委员会副主席 国务院财政经济委员会副主任 中华人民共和国主席 中国人民政治协商会议全国委员会主席 | 黄麻起义 红军长征 西路军事件 抗日战争 中原突围 | [ 37 ] [ 38 ]        |
| 16                 | 粟裕 大将 （1907—1984）              | 湖南 会同          | 中国工农红军北上抗日先遣队参谋长 中国人民解放军第三野战军副司令员 中国人民解放军总参谋长 中华人民共和国国防部副部长 中国人民解放军军事科学院副院长 中国人民解放军军事科学院第一政治委员 | 南京市人民政府市长 中共中央顾问委员会常务委员 全国人民代表大会常务委员会副委员长 | 南昌起义 湘南起义 中央苏区反围剿战争 南方三年游击战争 抗日战争 黄桥战役 苏中战役 宿北战役 鲁南战役 泰蒙战役 孟良崮战役 豫东战役 济南战役 淮海战役 渡江战役                                                                                          | [ 39 ] [ 40 ] [ 41 ] |
| 17                 | 徐海东 大将 （1900—1970）            | 湖北 黄陂          | 中国工农红军北上抗日第二先遣队副军长 中国工农红军第二十五军军长 中央人民政府人民革命军事委员会委员 中华人民共和国国防委员会委员 | 中共中央中原局委员 中共中央华中局委员 中国共产党中央委员会委员 | 黄麻起义 鄂豫皖苏区反围剿战争 红军长征 直罗镇战役 山城堡战役 东征战役 西征战役 抗日战争 平型关战役 周家岗战斗 | [ 42 ] [ 43 ]        |
| 18                 | 黄克诚 大将 （1902—1986）            | 湖南 永兴          | 中国工农红军总政治部组织部部长 国民革命军第八路军总政治部组织部部长 中国人民解放军湖南省军区司令员兼政治委员 中国人民解放军副总参谋长 中国人民解放军总后方勤务部部长兼政治委员 中国共产党中央军事委员会秘书长 中华人民共和国国防部副部长 中国人民解放军总参谋长 中国共产党中央军事委员会顾问 | 中国共产党天津市委员会书记 中国共产党湖南省委员会书记 中共中央书记处书记 山西省人民委员会副省长 中国共产党中央纪律检查委员会常务书记 | 国民革命军北伐 湘南起义 中央苏区反围剿战争 赣州战役 红军长征 湘江战役 直罗镇战役 山城堡战役 东征战役 西征战役 黄桥战役 盐阜苏中战役 两淮战役 天津战役 抗美援朝战争                                                                                  | [ 44 ] [ 45 ]        |
| 19                 | 陈赓 大将 （1903—1961）              | 湖南 湘乡          | 中国工农红军步兵学校校长 中国工农红军干部团团长 中国人民解放军第四兵团司令员兼政治委员 中国人民解放军云南省军区司令员 中国人民志愿军副司令员 中国人民解放军军事工程学院院长兼政治委员 中国人民解放军副总参谋长 中国人民解放军国防科学技术委员会副主任 中华人民共和国国防部副部长 | 云南省人民政府主席 中国共产党中央委员会委员 | 国民革命军东征 南昌起义 红军长征 直罗镇战役 东征战役 西征战役 山城堡战役 抗日战争 同蒲战役 临浮战役 榆辽战役 吕梁战役 晋南战役 淮海战役 渡江战役 广东战役 广西战役 滇南战役 援越抗法 抗美援朝战争                                                   | [ 46 ] [ 47 ]        |
| 20                 | 谭政 大将 （1906—1988）              | 湖南 湘乡          | 中国工农红军总政治部副主任 中国共产党中央革命军事委员会总政治部副主任 国民革命军第八路军总政治部副主任 东北民主联军政治部主任 中国人民解放军第四野战军副政治委员 中国人民解放军总政治部主任 中国共产党中央军事委员会顾问 中华人民共和国国防部副部长 | 中共中央中南局第一副书记 中共中央华南分局第三书记 中国共产党中央监察委员会副书记 中共中央书记处书记 福建省人民委员会副省长 全国人民代表大会常务委员会法制委员会副主任 | 秋收起义 红军长征 抗日战争 解放战争 辽沈战役 平津战役 | [ 48 ] [ 49 ] [ 50 ] |
| 21                 | 萧劲光 海军大将 （1903—1989）        | 湖南 长沙          | 中国工农红军中央军事政治学校校长 中国工农红军大学政治科科长 中国共产党中央革命军事委员会参谋长 陕甘宁留守兵团司令员兼政治委员 东北人民自治军参谋长 中国人民解放军湖南省军区司令员 中国人民解放军海军司令员 中国人民解放军第一海军学校校长 中华人民共和国国防部副部长 | 全国人民代表大会常务委员会副委员长 中国共产党中央委员会委员 中共中央顾问委员会常务委员 | 国民革命军北伐 中央苏区反围剿战争 赣州战役 漳州战役 乐安宜黄战役 红军长征 抗日战争 临江战役 平津战役 渡江战役 湘赣战役 | [ 51 ] [ 52 ]        |
| 22                 | 张云逸 大将 （1892—1974）            | 广东 文昌          | 中国工农红军总司令部副参谋长 中华苏维埃共和国中央革命军事委员会作战局局长 国民革命军新编第四军副军长 华东军事政治大学校长 中国人民解放军广西军区司令员兼政治委员 中央军委人民武装委员会副主任 | 中华苏维埃共和国驻中华共和国人民革命政府全权代表 中共中央华南分局第二书记 中国共产党广西省委员会书记 广西省人民政府主席 广西人民革命大学校长 广西省各界人民代表会议协商委员会主席 中国共产党中央监察委员会副书记 | 黄花岗起义 辛亥革命 护国战争 国民革命军北伐 南昌起义 百色起义 红军长征 抗日战争 解放战争 | [ 53 ] [ 54 ] [ 55 ] |
| 23                 | 罗瑞卿 公安军大将→大将 （1906—1978） | 四川 南充          | 中国人民抗日军政大学教育长 国民革命军第八路军野战政治部主任 中国人民公安部队司令员兼政治委员 中国共产党中央军事委员会秘书长 中国人民解放军总参谋长 中华人民共和国国防部副部长 国务院国防工业办公室主任 中华人民共和国国防委员会副主席 | 中共晋察冀中央局副书记 中央人民政府公安部部长 中华人民共和国公安部部长 中华人民共和国国务院副总理 中共中央书记处书记 | 中央苏区反围剿战争 漳州战役 乐安宜黄战役 红军长征 抗日战争 大同集宁战役 张家口战役 正太战役 青沧战役 清风店战役 石家庄战役 平津战役 太原战役 | [ 56 ] [ 57 ]        |
| 24                 | 王树声 大将 （1905—1974）            | 湖北 麻城          | 中国工农红军西路军副总指挥 中国人民解放军湖北省军区司令员 中华人民共和国国防部副部长 中国人民解放军总军械部部长 中国人民解放军军事科学院副院长 中国人民解放军军事科学院第二政治委员 | 中国共产党中央委员会委员 | 黄麻起义 鄂豫皖苏区反围剿战争 双桥镇战斗 红军长征 西路军事件 抗日战争 解放战争 | [ 58 ] [ 59 ] [ 60 ] |
| 25                 | 许光达 装甲兵大将→大将 （1908—1969） | 湖南 长沙          | 中国人民抗日军政大学教育长 中国共产党中央革命军事委员会参谋部部长 中国人民解放军装甲兵司令员 中国人民解放军坦克学校校长 中国人民解放军装甲兵学院院长 中华人民共和国国防部副部长 | 中国共产党中央委员会委员 | 三河坝战役 抗日战争 绥远战役 第一次榆林战役 第二次榆林战役 延清战役 宜瓦战役 西府陇东战役 扶郿战役 兰州战役 | [ 61 ] [ 62 ]        |
| 26                 | 许继慎 无 （1901—1931）              | 安徽 六安          | 国民革命军第四军独立团参谋长 中国工农红军第一军军长 | | 国民革命军北伐 汀泗桥战役 贺胜桥战役 中央苏区第一次反围剿战争 中央苏区第二次反围剿战争 白雀园大肃反 | [ 63 ] [ 64 ] [ 65 ] |
| 27                 | 蔡申熙 无 （1906—1932）              | 湖南 醴陵          | 中共中央长江局军事委员会书记 中国工农红军第十五军军长 中共鄂豫皖中央分局军事委员会代理主席 彭杨军事政治学校校长 中国工农红军第二十五军军长 | 广州市公安局局长 | 国民革命军东征 国民革命军北伐 南昌起义 广州起义 河口镇战斗 | [ 66 ] [ 67 ] [ 68 ] |
| 28                 | 段德昌 无 （1904—1933）              | 湖南 南县          | 国民革命军总政治部宣传科科长 洪湖游击总队队长 中国工农红军第六军军长 | 中华苏维埃共和国中央执行委员 | 国民革命军北伐 醴陵战斗 汀泗桥战役 南昌起义 湘鄂西苏区反围剿战争 改组派事件 | [ 69 ] [ 70 ]        |
| 29                 | 曾中生 无 （1900—1935）              | 湖南 资兴          | 中共中央军事部参谋科科长 中国共产党中央军事委员会武装工农部部长 中国工农红军第四军政治委员 中华苏维埃共和国西北革命军事委员会参谋长 | 中共鄂豫皖特委书记 | 国民革命军北伐 鄂豫皖苏区反围剿战争 红军长征 卓克基事件 | [ 71 ] [ 72 ]        |
| 30                 | 左权 无 （1905—1942）                | 湖南 醴陵          | 中国工农红军新编第十二军军长 中国工农红军第一军团军团长 中国工农红军前敌总指挥部参谋长 国民革命军第八路军副参谋长 | | 赣州战役 漳州战役 中央苏区反围剿战争 红军长征 山城堡战役 百团大战 十字岭战斗 | [ 73 ] [ 74 ]        |
| 31                 | 彭雪枫 无 （1907—1944）              | 河南 镇平          | 中国工农红军大学政治委员 国民革命军第八路军总部参谋处处长 八路军驻晋办事处处长 国民革命军新编第四军第四师师长兼政治委员 | 中共豫皖苏边区委书记 | 漳州战役 中央苏区反围剿战争 红军长征 直罗镇战役 东征战役 抗日战争 八里庄战斗 | [ 75 ] [ 76 ]        |
| 32                 | 罗炳辉 无 （1897—1946）              | 云南 彝良          | 中国工农红军第十二军军长 中国工农红军第二十二军军长 中国工农红军第九军团军团长 国民革命军第八路军副参谋长 国民革命军新编第四军第二师师长 国民革命军新编第四军第二副军长 | | 护国战争 国民革命军东征 国民革命军北伐 中央苏区反围剿战争 红军长征 抗日战争 津浦战役 病逝于兰陵 | [ 77 ] [ 78 ] [ 79 ] |
| 33                 | 林彪 元帅 （1907—1971）              | 湖北 黄冈          | 中国工农红军第四军军长 中国人民抗日红军大学校长兼政治委员 东北人民自治军总司令 东北民主联军总司令兼政治委员 中国人民解放军第四野战军司令员 中央人民政府人民革命军事委员会副主席 中华人民共和国国防委员会副主席 中华人民共和国国防部部长 中国共产党中央军事委员会副主席 | 中共中央东北局书记 中共中央华中局书记 中共中央中南局第一书记 中华人民共和国国务院副总理 中共中央政治局副主席 中国共产党中央委员会副主席 中华人民共和国主席接班人 | 南昌起义 湘南起义 中央苏区反围剿战争 红军长征 直罗镇战役 东征战役 平型关战役 临江战役 辽沈战役 锦州战役 平津战役 湘赣战役 衡宝战役 广东战役 广西战役 海南岛战役 九一三事件 林彪、江青反革命集团案                                                   | [ 80 ] [ 81 ] [ 82 ] |
| 1994年8月增补3人   |                                      |                    | | | |                      |
| 34                 | 黄公略 无 （1898—1931）              | 湖南 湘乡          | 中国工农红军第六军军长 中国工农红军第三军军长 | | 国民革命军北伐 广州起义 平江起义 中央苏区第一次反围剿战争 中央苏区第二次反围剿战争 老营盘战斗 方石岭战斗 中央苏区第三次反围剿战争 国民革命军对中国工农红军第三军空袭                                                                                | [ 83 ] [ 84 ]        |
| 35                 | 方志敏 无 （1899—1935）              | 江西 弋阳          | 中国工农红军第十军政治委员 中国工农红军第十一军政治委员 | 赣东北省苏维埃政府主席 闽浙赣省苏维埃政府主席 | 弋横暴动 怀玉山之战 谭家桥战斗 | [ 85 ] [ 86 ]        |
| 36                 | 刘志丹 无 （1903—1936）              | 陕西 保安          | 陕甘边革命军事委员会主席 中国工农红军第十五军团参谋长 中国工农红军第二十八军军长 | 中共西北工委委员 | 国民革命军北伐 渭华起义 东征战役 三交镇战斗 | [ 87 ] [ 88 ]        |